# Partido judicial de Béjar
El partido judicial de Béjar es uno de los cinco  partidos judiciales de la provincia de Salamanca, en Castilla y León, España.
Se sitúa al sureste de la provincia y es el partido judicial n.º 4 de la provincia de  Salamanca. Su cabecera es Béjar.

## Municipios

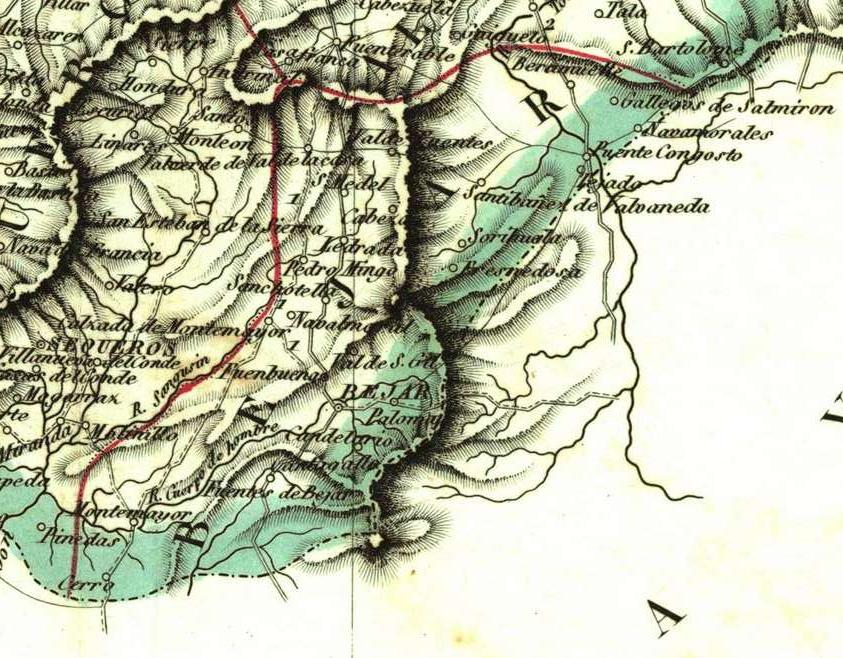
Parte del mapa de 1847 titulado Provincia de Salamanca, parte del antiguo Reino de León, en el que se puede observar la extensión del partido judicial de Béjar en el siglo XIX

| Aldeacipreste            | Aldeavieja de Tormes        | Armenteros              | La Bastida               |
| Béjar                    | Berrocal de Salvatierra     | La Cabeza de Béjar      | La Calzada de Béjar      |
| Candelario               | Cantagallo                  | Casafranca              | Cepeda                   |
| Cereceda de la Sierra    | El Cerro                    | Cespedosa de Tormes     | Colmenar de Montemayor   |
| Cristóbal de la Sierra   | Endrinal                    | Escurial de la Sierra   | Frades de la Sierra      |
| Fresnedoso               | Fuenterroble de Salvatierra | Fuentes de Béjar        | Gallegos de Solmirón     |
| Garcibuey                | Guijo de Ávila              | Guijuelo                | Herguijuela de la Sierra |
| Herguijuela del Campo    | Horcajo de Montemayor       | Lagunilla               | La Hoya                  |
| Ledrada                  | Linares de Riofrío          | Madroñal                | Miranda del Castañar     |
| Molinillo                | Monleón                     | Montejo                 | Montemayor del Río       |
| Navacarros               | Nava de Béjar               | Navalmoral de Béjar     | Navamorales              |
| Peñacaballera            | Peromingo                   | Pinedas                 | Pizarral                 |
| Puebla de San Medel      | Puente del Congosto         | Puerto de Béjar         | Salvatierra de Tormes    |
| San Esteban de la Sierra | San Miguel de Valero        | Sanchotello             | Santibáñez de Béjar      |
| Santibáñez de la Sierra  | Los Santos                  | Sequeros                | La Sierpe                |
| Sorihuela                | Sotoserrano                 | La Tala                 | El Tejado                |
| El Tornadizo             | Valdefuentes de Sangusín    | Valdehijaderos          | Valdelacasa              |
| Valdelageve              | Valero                      | Valverde de Valdelacasa | Vallejera de Riofrío     |
| Villanueva del Conde     |                             |                         |                          |